# رالی پکن به پاریس
مسابقه رالی پکن به پاریس یک مسابقه اتومبیلرانی بود که در ابتدا در سال ۱۹۰۷ بین پکینگ (پکن کنونی)، سپس چین چینگ (جمهوری خلق چین کنونی) و پاریس، فرانسه (در آن زمان جمهوری سوم فرانسه) با مسافت ۱۴٬۹۹۴ کیلومتر (۹٬۳۱۷ مایل) برگزار شد.
ایده برگزاری مسابقه از چالشی بود که در روزنامه پاریسی لومتن در ۳۱ ژانویه ۱۹۰۷ منتشر شد، به این صورت که:
« آنچه امروز باید ثابت شود این است که تا زمانی که یک مرد خودرویی دارد، می تواند هر کاری انجام دهد و به هر جایی برود.آیا کسی هست که در تابستان امسال، از پاریس به پکن با خودرو سفر کند؟ »
سرانجام، مسابقه از جلوی سفارت فرانسه در پکن در ۱۰ ژوئن ۱۹۰۷ آغاز شد. برنده، شاهزاده سیپیونه بورگزی ایتالیایی، در ۱۰ اوت ۱۹۰۷ (دو ماه پس از آغاز مسابقه) وارد پاریس شد 

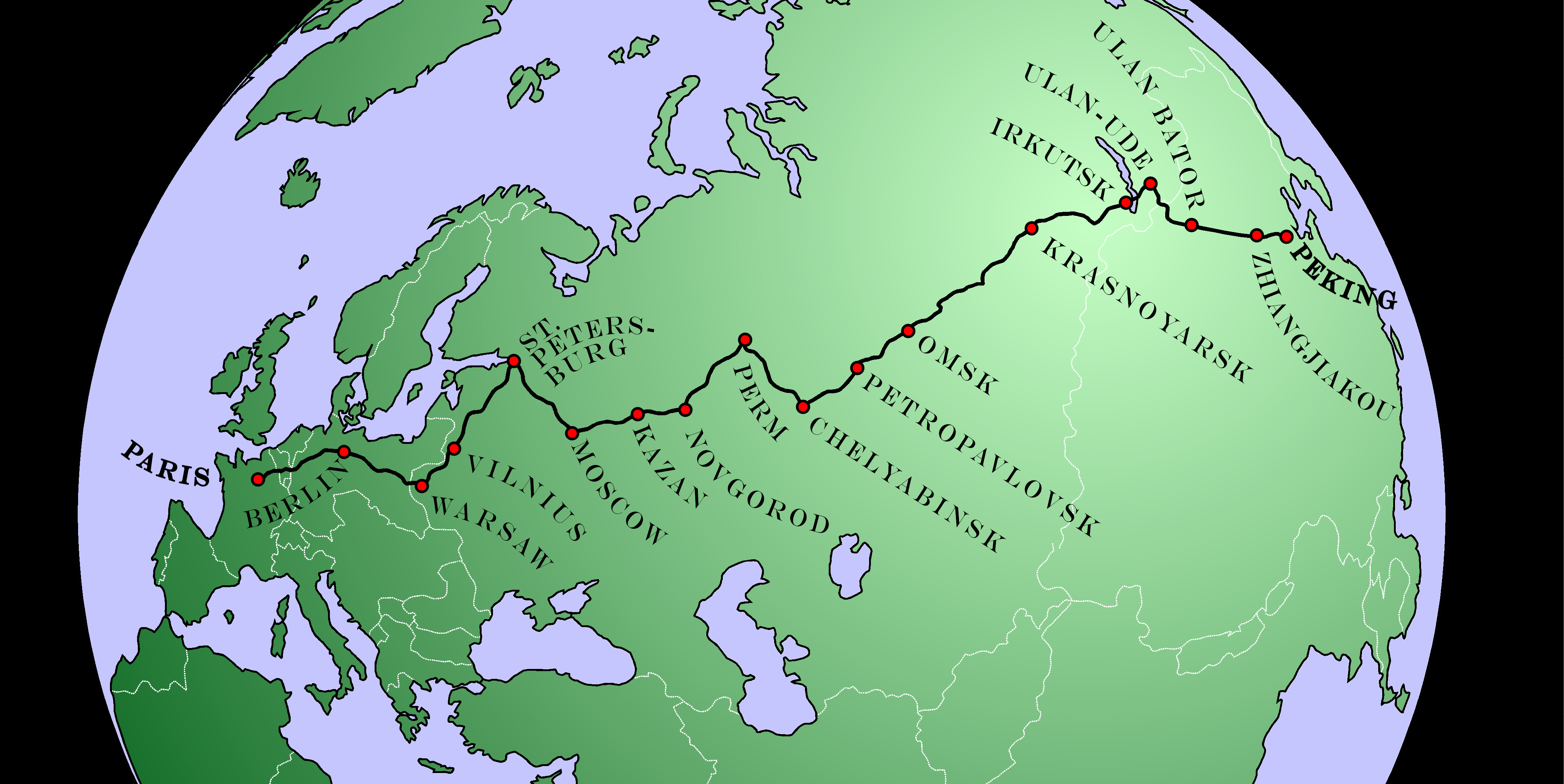
نقشه مسیر مسابقه پکن به پاریس ۱۹۰۷